# کریستن آلدرسون
 کریستن آلدرسون (انگلیسی: Kristen Alderson؛ زادهٔ ۲۹ مهٔ ۱۹۹۱) یک هنرپیشه، و خواننده اهل ایالات متحده آمریکا است. وی از سال ۱۹۹۸ میلادی تاکنون مشغول فعالیت بوده‌است.